# فرزندان انسان
فرزندان انسان (به انگلیسی: Children of Men) نام فیلمی علمی تخیلی محصول مشترک انگلستان و آمریکا به کارگردانی آلفونسو کوارون است. این فیلم براساس رمانی با همین نام نوشتهٔ پی.دی. جیمز ساخته شده‌است. فرزندان انسان در ۲۲ سپتامبر ۲۰۰۶ در انگلستان و در ۲۵ دسامبر همان سال در آمریکا منتشر شد.

## بازیگران
- کلایو اوون در نقش تئو فارون
- جولیان مور در نقش جولیان تیلور
- کلر هوپ آشیتی در نقش کی
- مایکل کین در نقش جاسپر پالمر
- چیویتل اجیوفور در نقش لوک
- چارلی هونام در نقش پاتریک
- پم فریس در نقش میریام
- پیتر مولان در نقش سید
- دنی هوستون در نقش نایجل
- یولاندا باسْـکِـس
- لوسی برایرس
- ورا فیلاتووا
- اوئانا پلئا

## خلاصه داستان

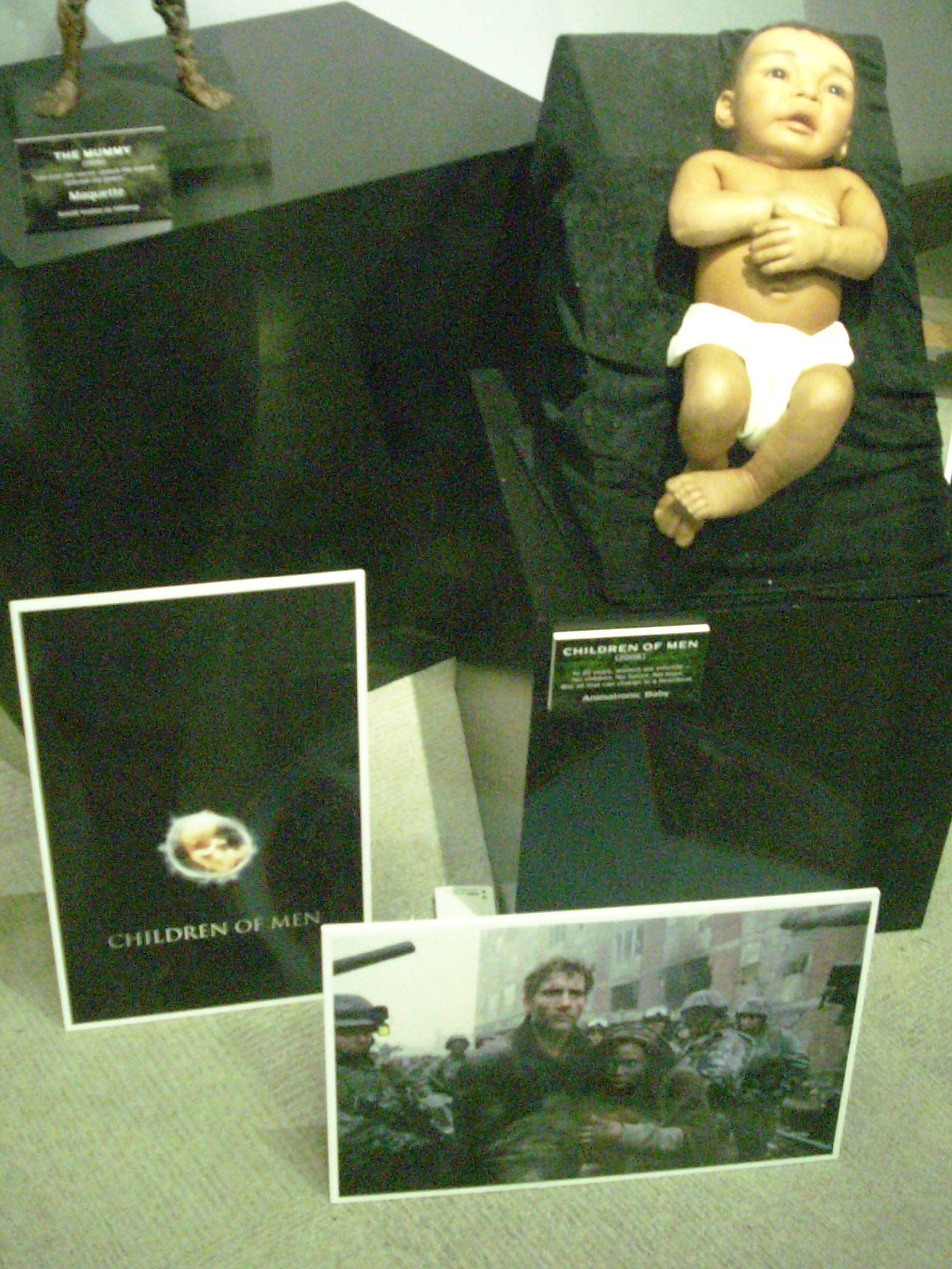
عروسک بچه مورد استفاده برای فیلم

سال ۲۰۲۷ است و زنان دیگر نمی‌توانند بچه‌ای به دنیا بیاورند. جوان‌ترین ساکن زمین، تازگی در هجده سالگی در گذشته‌است و همه امیدها و آرزوهای بشر نقش برآب شده‌است. در حالی که بحران و آشفتگی پایه‌های تمدن بشری را متزلزل کرده، دنیای در شرف مرگ و نیستی، آخرین شانس بقایش را در وجود زنی به نام کی (کلر هوپ اشیتی) می‌بیند که به گونه‌ای غیرقابل درک باردار شده‌است. اکنون در حالی که فرقه‌های متخاصم ملی‌گرا به جان هم افتاده‌اند و رهبران دنیا شاهدند که چطور قدرت از دستشان خارج می‌شود، مردی سرخورده به نام تئو (کلایو اوون) مأموریت می‌یابد از این زن محافظت کند و او را تا بندری همراهی کند تا این آخرین امید بشریت بتواند در امنیت کامل، کودکش را به دنیا بیاورد…

## نقد مفهوم داستان فیلم
این فیلم با داستانی تأثیرگذار فضایی آخرالزمانی و کاملاً باورپذیر را به نمایش بیننده می‌گذارد، در جهان نبرد شدیدی بین جناح راست و جناح چپ درگرفته که آشوب به‌واسطه مهاجران کشورهای جنگ‌زده به اروپا نیز سرایت کرده‌است. در داستان این فیلم بچه نماد صلح و استعارهای از معصومیت است که مدت‌هاست در میان مردم از بین رفته و دیگر متولد نشده‌است در سکانس‌های فیلم با حضور نوزاد می‌بینیم که نظامیان و شورشیان دست از جنگ می‌کشند و در لحظه‌ای که نوزاد را با خود می‌برند همگی سکوت اختیار می‌کنند و طوری به‌نظر می‌رسد که جنگ تمام می‌شود. در جایی از فیلم تئو (قهرمان داستان) با اشاره به کی (زن سیاه‌پوست حامله) سؤال می‌کند: «پدر این نوزاد کیست؟» زنی که همراهشان است می‌گوید: «او در یک شب با چند مرد بوده، پس احتمالاً مردان»! به همین دلیل معنی اصلی نام فیلم «فرزندان مردان» برگرفته از همان دیالوگ است و منظور نویسنده این است که صلح به تنهایی توسط یک فرد حاصل نمی‌شود! در انتهای داستان پس از گذراندن فراز و نشیب‌های فراوان و سختی‌های نفس‌گیر، قهرمان فیلم زخمی شده و با حالتی نیمه جان، نوزاد را به یک کشتی درحال حرکت که بر روی آن عبارت «فردا» نوشته شده می‌سپارد، تا بلکه آیندگان از صلح و دوستی بهره‌مند شوند.